# Quichuana cincta
Quichuana cincta är en tvåvingeart som först beskrevs av Jacques-Marie-Frangile Bigot 1884.  Quichuana cincta ingår i släktet Quichuana och familjen blomflugor. Inga underarter finns listade i Catalogue of Life.